# Slag om Koersk
De Slag om Koersk (Russisch: Курская битва; Koerskaja bitva) of Operatie Citadel (Duits: Unternehmen Zitadelle) was de grootste tankslag uit de geschiedenis en een beslissende slag aan het oostfront in de Tweede Wereldoorlog. Deze slag kende tevens de dag met de grootste verliezen in de geschiedenis van de luchtoorlog.
De slag vond plaats in juli en augustus 1943 tussen nazi-Duitsland en de Sovjet-Unie bij de stad Koersk in Rusland. Bij de slag werden aan Duitse zijde 900.000 man infanterie, 2.700 tanks en 2.000 vliegtuigen ingezet en aan de Sovjetzijde 1.300.000 man infanterie, 3.600 tanks en 2.400 vliegtuigen.

## Achtergrondinformatie
Na de Slag om Stalingrad ontstond er door de grote Duitse verliezen een troepentekort aan het Zuidelijk front. Von Manstein liet zijn troepen daarom terugtrekken om de aanvoerlijnen van het Rode Leger te verlengen. De Sovjets waren ervan overtuigd, dat het Duitse leger al zo goed als verslagen was en dat de oorlog zijn einde naderde. De Duitsers waren echter nog steeds in staat aanvallen op de Sovjets uit te voeren.
De Duitsers verzamelden de eigen troepen nabij de stad Krasnograd en startten op 18 februari 1943 een tegenoffensief in de richting van de stad Charkov op de rechtervleugel van de Sovjets waar generaal Nikolaj Vatoetin zich bevond. De Sovjettroepen werden snel teruggedreven. Om Vatoetin te helpen wilde Filipp Golikov de flank van de Duitsers aanvallen, maar de Stavka vond dat plan te riskant omdat Golikov dan zelf kon worden ingesloten door de Wehrmacht. Bovendien kampten de Sovjets met aanvoerproblemen. De Sovjettroepen trokken zich daarom terug achter de Donets, nadat de stad Charkov verloren was.
Stalin zag dat de situatie ernstige vormen aannam en schakelde Zjoekov in. Deze gaf direct het bevel om alle reserves naar Belgorod te sturen. Op 18 maart 1943 vielen de Duitsers Belgorod aan, maar zij werden snel tot staan gebracht.
Door de dooi die inmiddels intrad, moesten beide partijen minstens zes weken wachten: In de dooi konden tanks namelijk niet of nauwelijks vooruitkomen, omdat zij wegzakten in de modder die door de dooi ontstond, de raspoetitsa. Het gaf beide kanten de tijd om wapens, manschappen en voorraden aan te voeren. Dit was vooral in het voordeel van de Sovjets die 2.000 tanks per maand produceerden. Ondertussen moesten de Duitsers het stellen met ongeveer 100 tanks per maand en bovendien hadden de Duitse troepen problemen om voldoende reserveonderdelen aan te voeren.
Von Manstein wist dat de Wehrmacht alleen maar in de verdediging kon gaan. Hij kon hooguit ergens lokaal een aanval lanceren. Hij zag een mogelijkheid om de saillant (uitstulping in de frontlinie) bij Koersk te heroveren. Toen Operatie Citadel begon, hadden beide partijen al veel troepen en materieel verzameld. Von Manstein wilde meteen aanvallen, maar Hitler beval hem om te wachten tot meer Tiger-tanks ter plaatse zouden zijn aangevoerd.

## De plannen

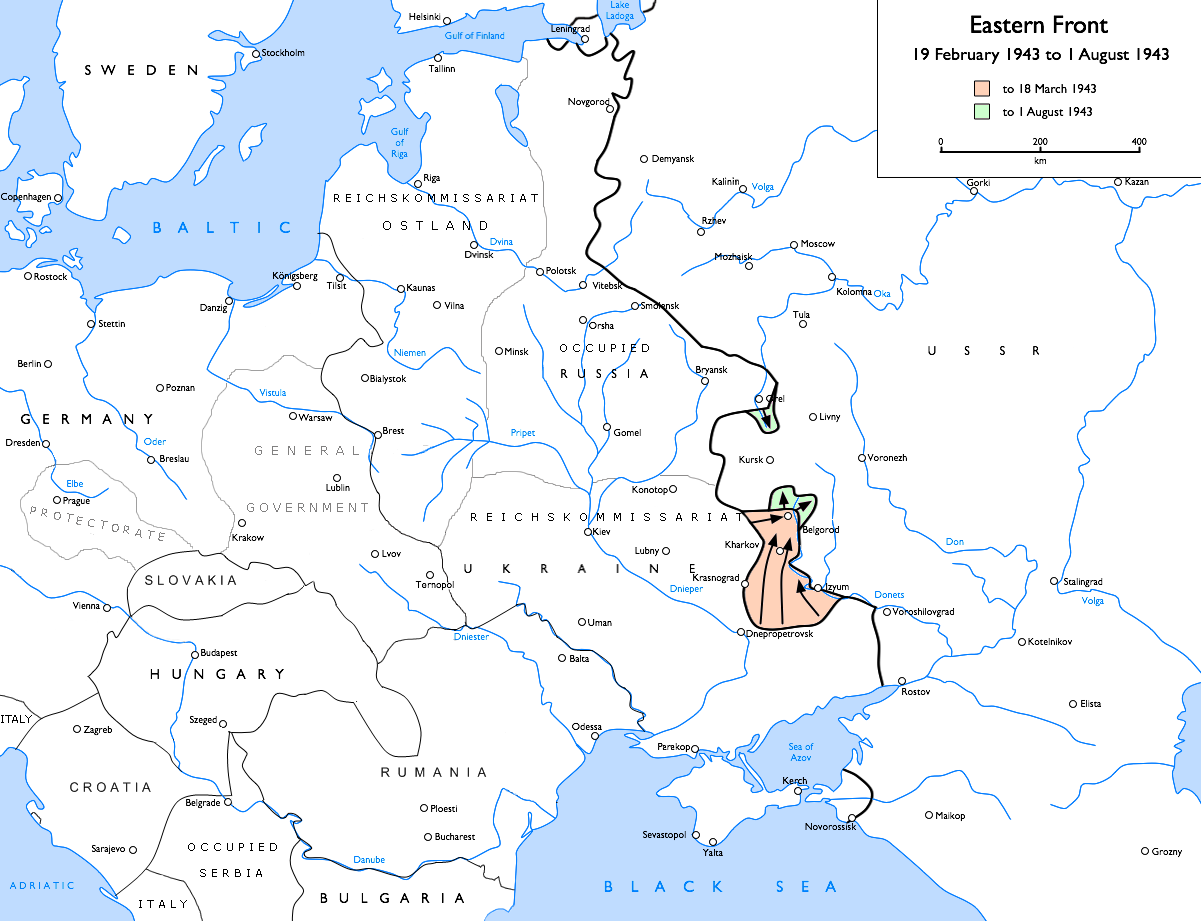
Het Oostfront op het moment van operatie Citadel. Oranje zijn de al eerder heroverde gebieden bij de Derde Slag om Charkov, groen zijn de vorderingen van de Duitsers bij Koersk.

### Plannen Duitsland
Von Manstein wilde de zuidelijke vleugel van de Sovjets terugdrijven naar de Zee van Azov en ze daar omsingelen. Het Oberkommando des Heeres (OKH) had echter een heel ander plan in gedachten.
Het plan van de OKH was vrij eenvoudig. Heeresgruppe Mitte onder leiding van generaal Von Kluge en Heeresgruppe Süd onder leiding van Von Manstein zouden proberen de saillant te omsingelen. Zo zouden ze revanche kunnen nemen voor Stalingrad en de successen van omsingelingsslagen zoals in 1941 kunnen herhalen.
De Duitsers wisten niet dat een antinazi, Rudolf Rössler, alle plannen van het offensief vanuit Zwitserland naar Moskou verstuurde. Hoe hij aan die informatie kwam is niet precies bekend; mogelijk had hij hoge contacten in het OKH, maar er is ook wel gesuggereerd dat hij de Britse Ultra-informatie doorspeelde zonder dat de herkomst herkenbaar was. Alfred Jodl zei tijdens het Proces van Neurenberg, dat de berichten eerder in Moskou waren dan op zijn eigen bureau.

### Plannen Sovjet-Unie
Stalin beval Zjoekov om de Duitsers meteen aan te vallen, maar Zjoekov besloot om in een verdedigende stelling te wachten.
De Sovjets waren zelf ook offensieven aan het voorbereiden. Ze wilden de Duitsers in de zomer aanvallen, en Orjol en Charkov heroveren. Dit zou kunnen leiden tot een doorbraak bij de moerassen rond Prypjat. De Sovjetbevelhebbers hadden echter aanzienlijke zorgen over de Duitse plannen en hielden ook rekening met het feit dat ze misschien wel in de verdediging zouden moeten gaan. De Sovjets waren beducht voor de Duitse blitzkrieg-tactiek. Generaal Zjoekov vorderde 300.000 burgers om met de schop antitankgrachten te graven. Hij liet ook 500.000 antitankmijnen leggen.
Uiteindelijk besliste generaal Zjoekov dat de Sovjets de saillant zodanig moesten verdedigen dat de Duitsers er zouden op vastlopen. Daarna zouden de Sovjets direct een tegenaanval lanceren om de overige Duitse reserves te vernietigen.

## Het offensief

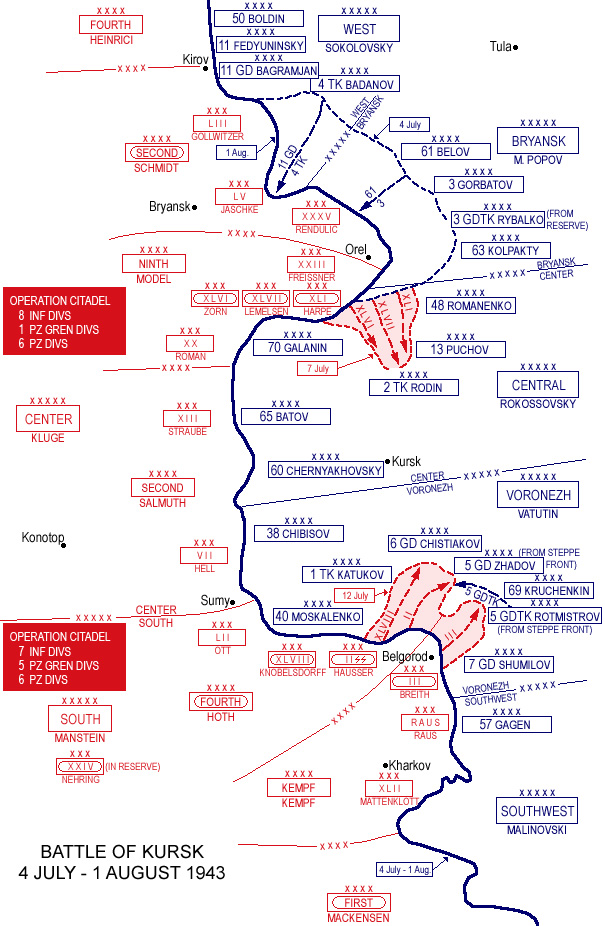
Kaart van de slag om Koersk, rood Duitsers en veroveringen, blauw Sovjets

De Sovjets wisten dat de Duitsers met een groot aantal tanks zouden aanvallen. Ze rustten daarom hun stellingen uit met een overvloed aan antitankwapens en ze legden mijnenvelden aan. De Sovjets bouwden hun verdediging snel uit tot zes verdedigingsgordels. De mobiele troepen werden in eerste instantie in reserve gehouden. Ondertussen hinderden partizanengroepen voortdurend de Duitse bevoorrading.
Volgens de oorspronkelijke plannen zouden de Duitsers in mei aanvallen. Hitler stond er echter op dat de aanval uitgesteld werd tot zijn nieuwe wonderwapens gereed waren: de Panther-tanks en de Ferdinand-tankjagers. Op 2 juli 1943 meldde Hitler dat het offensief op 5 juli van start zou gaan. De meeste Duitse generaals vonden dat de aanval al veel eerder had moeten plaatsvinden, want uit luchtverkenningen was gebleken wat hen inmiddels te wachten stond. De generaals vreesden ook dat er na verloop van tijd troepen nodig waren om een invasie in het Middellandse Zeegebied te bestrijden.
De Sovjets hadden het vermoeden dat de aanval tussen 3 en 6 juli zou plaatsvinden. Toen ze op 4 juli zagen dat de Duitsers hun prikkeldraad en mijnen begonnen te verwijderen, gaf generaal Rokossovski het bevel om de Duitsers met vliegtuigen en artillerie te beschieten. De Duitsers begonnen ook terug te schieten.
Om 5:30 uur lanceerde generaal Model aan de noordflank een schijnaanval tegen de Sovjets. Twee uur later werd de hoofdaanval uitgevoerd. Rokossovski liet een groot aantal gepantserde vliegtuigen opstijgen om de Duitse tanks vanaf lage hoogte te bombarderen. De Duitsers leden hierbij direct gevoelige verliezen.

Naast de luchtaanvallen leden de Duitsers ook aanzienlijke verliezen in de mijnenvelden die waren aangelegd, met name onder de tanks. Bovendien hadden de tanks in de mijnenvelden weinig bewegingsvrijheid en werden ze een gemakkelijk doelwit voor antitankgeschut. De infanterie kon niet meer profiteren van de dekking, die oprukkende tanks haar normaal gesproken boden.
Na hevige gevechten wisten de Duitsers door de eerste verdedigingslinie van de Sovjets heen te breken. De tegenaanval die daarop werd ingezet door de Sovjets kon worden afgeslagen.
De volgende dag hervatten de Duitsers hun aanval, en leden wederom gevoelige verliezen. Desondanks wisten de Duitsers door te stoten naar Ponjri en Molotjstsji. De Sovjets wisten zich echter snel te hergroeperen en heroverden de verloren stellingen. Deze zouden diezelfde dag nog tweemaal van partij veranderen. Model gaf het bevel om de stad Ponjri in te nemen, om er dan een sterke verdedigingsstelling van te maken, maar zijn troepen slaagden daar niet in.
Aan de zuidkant van de saillant hadden de Duitsers het gemakkelijker, omdat de Sovjets veel slagkracht nodig hadden om de hoofdaanval van Model in het noorden af te slaan. Generaal Hoth leidde de troepen in het zuiden. Hij wilde oorspronkelijk oprukken naar Obojan, maar stuitte op Sovjet tanks en infanterie. Hij besloot daarom eerst af te rekenen met de Sovjet versterkingen nabij Prochorovka. Na een reeks van hevige gevechten werden de verdedigers verslagen, en konden de Duitsers doorstoten naar Obojan.
Aangezien Hoth zijn aanvallen meestal op eigen initiatief uitvoerde (zonder opdracht van de Duitse legerleiding), werd Rudolf Rössler nog maar nauwelijks geïnformeerd.
Normaliter wisten de Sovjets waar de Duitsers dus ongeveer gingen aanvallen. Echter nu, zonder de vitale informatie van Rudolf Rössler, tastten ze vaak in het duister. De Duitsers profiteerden hier (onbewust) van en konden de verkeerd opgestelde troepen zonder veel moeite verslaan.

### Prochorovka
De grootste tankslag uit de geschiedenis vond plaats op de velden rond Prochorovka. De Sovjets gingen op 12 juli massaal in de aanval met honderden tanks. Hoth zette als reactie ook zijn tanks in. Over deze tankslag is veel geschreven en pas recentelijk is aan het licht gekomen wat er werkelijk is gebeurd. Veel van de artikelen zijn doorspekt met onjuiste informatie gebaseerd op Sovjet propaganda, die in de loop der jaren voor waarheid is aangenomen. Het werd voorgespiegeld dat Duitsland zeker 400 tanks, waaronder meer dan 200 Tigers zou hebben verloren, terwijl er niet eens zoveel Tigers in de hele slag om Koersk waren ingezet, want de productie van de Tigers was laag.
De verliezen waren in werkelijkheid verhoudingsgewijs veel lager, terwijl de Sovjets juist zeer zware verliezen leden. Volgens de laatste lezingen bezaten de Duitse aanvalsspitsen op dat moment 186 pantservoertuigen, waarvan 117 tanks. De Sovjet generaal Pavel Rotmistrov was onverwacht snel opgerukt vanuit het oosten met 800 T-34 tanks, waarvan hij er direct 400 tegen de uitgeputte Duitsers inzette. Hoewel onduidelijk is wat er precies gebeurd is, zou de voorhoede van de Sovjet tanks in een antitankgracht zijn gereden, waarna de bestuurders van de achteropkomende tanks in paniek probeerden te keren en daarbij een makkelijk doelwit voor de Duitsers waren en zelfs tegen elkaar opbotsten. De Sovjet verliezen zouden die dag 235 tanks bedragen tegen 3 voor de Duitsers. Hogere schattingen gaan zelfs uit van een verlies van 822 tanks aan Sovjet zijde. Nog steeds wordt onderzoek gedaan naar de werkelijke aantallen. De Duitse Tiger-tanks voerden een zwaarder kanon van 88 mm en hadden een dikker pantser van 100 mm. De T-34 droeg een lichter kanon en maar 45 mm pantser, onder 60° schuin geplaatst, maar er waren er meer van. De Sovjet tanks reden in een zwerm op volle snelheid naar de Duitse tanks toe, om pas van dichtbij het vuur te openen. Sovjet infanterie mikte molotovcocktails naar de luchtroosters van de Duitse tanks.
Stalin was razend over het enorme verlies van het Rode Leger, en eiste uitleg. Rotmistrov en zijn politiek commissaris Nikita Chroesjtsjov (die later Secretaris-generaal van de Communistische Partij van de Sovjet-Unie zou worden) zouden hierop besloten hebben hun carrière en wellicht hun leven te redden door de mythe van de 'heroïsche veldslag' de wereld in te helpen. Hoe het ook zij: de Sovjetverliezen overtroffen de Duitse veelvoudig.
Von Manstein wilde het enigszins herwonnen initiatief na deze tankslag uitbuiten, maar na tussenkomst van Hitler werd Operatie Citadel afgeblazen, vanwege de landing op Sicilië.

## De geallieerde landingen op Sicilië
Tijdens Operatie Citadel kwam er voor de Duitsers een nieuw front bij. Hitler wist dat er een landing in het Middellandse Zeegebied zou plaatsvinden, alleen niet waar en wanneer. Op het meest ongunstige moment was het dan zover: de Britten en Amerikanen begonnen op 10 juli een invasie op Sicilië. Met de uitvoering van Operatie Husky, ging Stalins wens eindelijk in vervulling: er was een tweede front geopend. Eindelijk zouden de Duitsers troepen moeten weghalen van het oostfront.
Hitler ontbood op 13 juli Günther von Kluge en Von Manstein naar zijn hoofdkwartier, de Wolfsschanze in Oost-Pruisen. Hitler dacht erover om troepen aan het oostfront weg te halen en deze te stationeren in Italië. Dit zouden dan troepen zijn die op dat moment Operatie Citadel aan het uitvoeren waren. Von Manstein wilde eigenlijk geen troepen afgeven en zei tegen Hitler dat één grote inspanning bij Koersk hem de overwinning zou brengen. Met een zeldzame toegeeflijkheid gaf Hitler von Manstein nog enkele dagen, maar daarna gaf hij definitief order het offensief 'tijdelijk' te staken.
Uiteindelijk zou voorlopig alleen de Leibstandarte-SS Adolf Hitler naar Italië vertrekken.

## Het einde van het gevecht
De Duitsers kregen zware klappen te verwerken. De Sovjets lanceerden in het noorden van de saillant een tegenoffensief. Bovendien waren de Britten, samen met de Amerikanen, twee dagen ervoor geland op Sicilië, zodat Hitler eenheden van het oostfront moest weghalen en moest overbrengen naar Italië. Hitler had wel besloten dat de aanvallen aan de zuidkant van de saillant mochten worden doorgezet. Ondertussen had Hoth al snel een paar lokale omsingelingen uitgevoerd. Echter, de Sovjets vielen massaal Models linkerflank aan en deze moest zich terugtrekken om een omsingeling te vermijden.
Op 15 juli was Hoth’s opmars bijna tot stilstand gekomen. De Sovjets vonden het tijd om ook in het zuiden een offensief te starten. Het Rode Leger wist snel gebieden te veroveren. Op 23 juli waren de Russen al opgerukt naar het gebied waar Operatie Citadel was begonnen. Zjoekov liet zijn troepen hergroeperen en achtereenvolgens werden Orjol (5 augustus), Belgorod (5 augustus) en Charkov (23 augustus) bevrijd. Dit betekende voor de Russen de eerste winst in een zomeroffensief. In de loop van de maanden boekten de Sovjets nog veel successen, hoewel ze nog eenmaal tegen werden gehouden bij de Hagenlinie.

## Verwante onderwerpen
- Oostfront
- Operatie Husky
- Slag om Stalingrad